# Tibor Benedek
Tibor Benedek (12. července 1972, Budapešť – 18. června 2020) byl maďarský vodní pólista, trojnásobný olympijský vítěz.
Startoval na olympijských hrách v Barceloně v roce 1992 a v olympiádě v Atlantě v roce 1996, a i když získal zlato na mistrovství Evropy v roce 1997, olympijská medaile mu unikala.
V srpnu 1999 byl přistižen při utkání svého ligového týmu v Itálii při užití zakázaného anabolika clostebolu. Italský svaz ho potrestal osmiměsíčním zákazem činnosti, ale mezinárodní federace FINA trest prodloužila na 15 měsíců. Benedek se obrátil na Sportovní arbitrážní soud v Lausanne, který vrátil trest na původní délku a umožnil Benedekovi start na olympijských hrách v Sydney. Ve finále turnaje proti Rusku dal Benedek čtyři góly.
V roce 2003 získal Benedek své první zlato z mistrovství světa.
Na olympijských hrách v Aténách byl kapitánem národního mužstva a ve finálovém utkání proti Rusku, které bylo reprízou olympijského finále ze Sydney, dal vítězný gól na 6:5; zápas skončil 7:5.
Zlatý hattrick dovršil na olympijských hrách 2008 v Pekingu.